# Vozrozjdenija

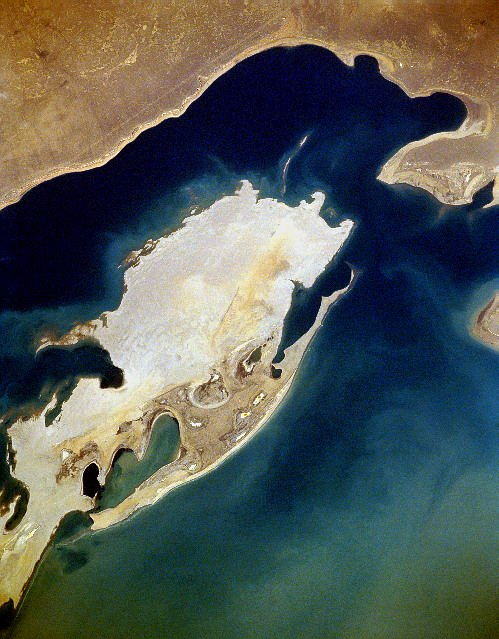
Vozroszjdenija in 1994

Vozrozjdenija was een eiland in het Aralmeer. Het voormalige grondgebied van het eiland is verdeeld tussen Oezbekistan en Kazachstan. In 1954 bouwde de Sovjet-Unie er een testlocatie voor biologische wapens genaamd Aralsk-7. De testlocatie strekte zich ook uit over het naburige eiland, Komsomolski, dat vandaag de dag ook niet meer bestaat.

## Geografie
Vozrozjdenija was ooit een klein eiland; het was slechts 200 km² groot in de 19e eeuw. In de jaren 60 begon het eiland groter te worden omdat het Aralmeer  begon op te drogen, als een resultaat van het feit dat de Sovjet-Unie de aanvoerrivieren indamde voor landbouwprojecten. Het krimpen van het Aralmeer ging verder en versnelde met de tijd. Bovendien groeide Vozrozjdenija door het terugtrekkende water voor korte tijd uit tot het tweede grootste zoetwatereiland in de wereld, met een grootte van 2,300 km² in de laatste dagen van zijn bestaan. In 2001 werd het eiland echter een schiereiland doordat het zuidoostelijke Aralmeer opdroogde. Voor de verdwijning van dat meer in 2008 was Vozrozjdenija gewoon een stuk van het omliggende gebied, en in 2014 was het slechts een klein stuk land in de uitgestrekte Aralkum-woestijn.